# Equació de Burgers
L'equació de Burgers o equació de Bateman-Burgers és una equació diferencial en derivades parcials fonamental que passa en diverses àrees de la matemàtica aplicada, com la mecànica dels fluids, l'acústica no lineal, la dinàmica de gasos i el flux de trànsit. L'equació va ser introduïda per primera vegada per Harry Bateman el 1915 i després estudiada per Johannes Martinus Burgers el 1948.
Per a un camp donat {\displaystyle u(x,t)} i coeficient de difusió o viscositat cinemàtica (com en el context mecànic original del fluid), {\displaystyle \nu }, la forma general de l'equació de Burgers, també coneguda com a «equació de Burgers viscosa», en una dimensió espacial en el sistema dissipatiu, és: 
{\displaystyle {\frac {\partial u}{\partial t}}+u{\frac {\partial u}{\partial x}}=\nu {\frac {\partial ^{2}u}{\partial x^{2}}}.}
Quan el terme de difusió està absent, és a dir, quan {\displaystyle \nu =0}, l'equació de Burgers es converteix en l' «equació de Burgers no viscosa»:
{\displaystyle {\frac {\partial u}{\partial t}}+u{\frac {\partial u}{\partial x}}=0,}
que és un prototip per a les equacions de conservació que pot desenvolupar discontinuïtats (com la ona de xoc). L'equació anterior és la forma advectiva de l'equació de Burgers. La «forma conservadora» és més útil en la integració numèrica
{\displaystyle {\frac {\partial u}{\partial t}}+{\frac {1}{2}}{\frac {\partial u^{2}}{\partial x}}=0.}

## Equació de Burgers no viscosa

Una simulació numèrica de lequació de Burgers no viscosa en dues variables espacials fins al moment de la formació de l'ona de xoc

L'equació de Burgers no viscosa és una equació de conservació, més generalment una equació hiperbòlica «quasi-lineal» de primer ordre. La solució a l'equació i juntament amb la següent condició inicial
{\displaystyle {\frac {\partial u}{\partial t}}+u{\frac {\partial u}{\partial x}}=0,\quad u(x,0)=f(x)}
es poden construir mitjançant el mètode de característiques. Les equacions característiques són:
{\displaystyle \quad {\frac {du}{dt}}=0,{\frac {dx}{dt}}=u,}
La integració de la segona equació ens diu que {\displaystyle u} és constant al llarg de la característica, i la integració de la primera equació mostra que les característiques són rectes, és a dir, integrant les equacions diferencials anteriors, s'obtenen respectivament:
{\displaystyle u=c;\quad x=ut+\xi }
on {\displaystyle \xi } és el punt (o paràmetre) en l'eix {\displaystyle X} ({\displaystyle t=0}) del pla x-t des del qual es dibuixa la corba característica. Com en un punt la velocitat es coneix des de la condició inicial, i el fet que aquest valor no canvia a mesura que avancem al llarg de la característica que parteix d'aquest punt, podem escriure {\displaystyle u=c=f(\xi )} en aquesta característica. Per tant, la trajectòria d'aquesta característica és
{\displaystyle x=f(\xi )t+\xi .}
Per tant, la solució està donada per
{\displaystyle u(x,t)=f(\xi )=f(x-ut),\quad \xi =x-f(\xi )t.}
Aquesta és una relació implícita que determina la solució de l'equació de Burgers no viscosa, sempre que les característiques no es creuin. Si les característiques es creuen, llavors no hi ha una solució clàssica per a la equació en derivades parcials i condueix a la formació d'una ona de xoc. De fet, el temps de ruptura abans que es pugui formar una ona de xoc està donat per
{\displaystyle t_{b}={\frac {-1}{\min f'(x)}}.}

### Resolució pel mètode de les característiques

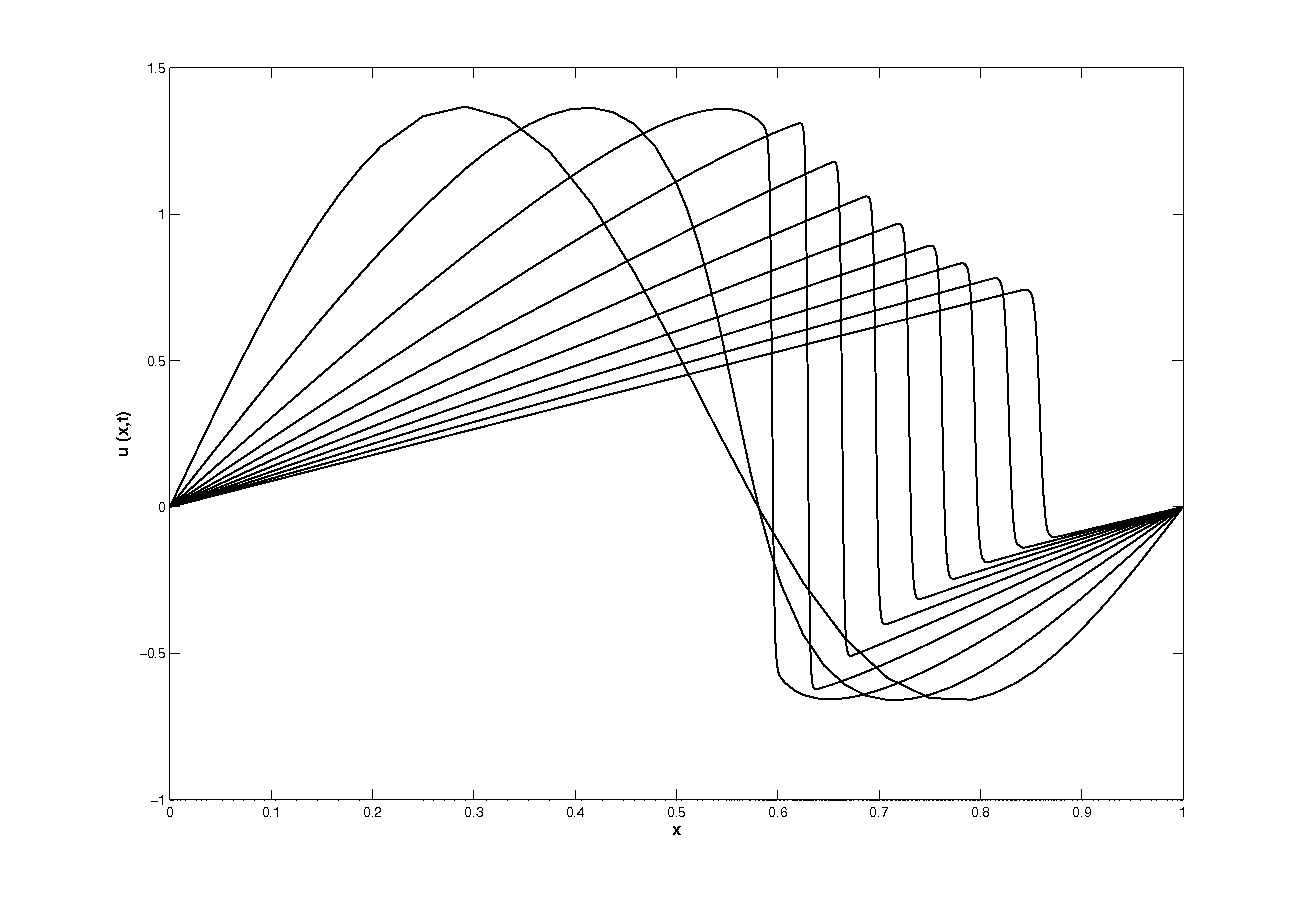
Solució de l'equació de Burgers a partir d'un perfil sinusoidal

L'equació de Burgeses no viscosa és una equació diferencial parcial de primer ordre. La seva solució es pot construir amb el mètode de les característiques. Seguint aquest mètode, si {\displaystyle X(t)} és una solució de l'equació diferencial ordinària:
{\displaystyle {\frac {dx_{1}}{dx_{2}}}=f[x_{1},x_{2}]}
la funció {\displaystyle f[x_{1},x_{2}]} com la funció de {\displaystyle x_{2}}. Llavors {\displaystyle [x_{1}(x_{2}),y(x_{2})]} és una solució del sistema d'equacions ordinàries:
{\displaystyle {\frac {dx_{1}}{dx_{2}}}=y}
{\displaystyle {\frac {dy}{dx_{2}}}=0}
La solució d'aquest sistema, en termes de valors inicials, és:
{\displaystyle \displaystyle x_{1}(x_{2})=x_{1}(0)+x_{2}y(0)}
{\displaystyle \displaystyle y(t)=y(0)}
Substituint {\displaystyle x_{1}(0)=a}, e {\displaystyle y(0)=y[x_{1}(0),0]=y(a,0)}, el sistema es converteix en:
{\displaystyle \displaystyle x_{1}(x_{2})=a+x_{2}y(a,0)}
{\displaystyle \displaystyle y(x_{2})=y(0)}
Com a conclusió:
{\displaystyle y(a,0)=y(0)=y(t)=y[x_{1}(x_{2}),x_{2}]=y[a+x_{2}y(a,0),x_{2}]}
Aquesta és una relació implícita que determina la solució de l'equació de Burgers no viscoca, només si les característiques no s'entrecreuen. Si les funcions s'entrecreuen, no hi ha una solució clàssica a l'equació.

### Resolució utilitzant una estimació
Es pot donar una solució general en la forma
{\displaystyle u(x,t)=f(w)}
on {\displaystyle f} és qualsevol funció de la variable {\displaystyle w=x-ut}.
Fem {\displaystyle f'={\frac {\mathrm {d} f}{\mathrm {d} w}}}
Si l'afegir a l'equació de Burgers, s'obté:
{\displaystyle \left({\frac {\partial u}{\partial t}}+u{\frac {\partial u}{\partial x}}\right)\left(1+tf'\right)=0}
{\displaystyle f} és per tant una solució tret que el segon terme de l'equació desaparegui.
La derivada de {\displaystyle f} s'écriu:
{\displaystyle {\frac {\mathrm {d} u}{\mathrm {d} x}}={\frac {f'}{1+tf'}}}
La funció u esdevé singular per a {\displaystyle 1+tf'=0}, punt d'intersecció de característiques. Més enllà de la solució regular de l'equació ja no té un significat físic, ja que la solució té molts valors.

### La quantitat conservativa
Integrem l'equació en forma conservadora de {\displaystyle a} a {\displaystyle b}:
{\displaystyle {\frac {\mathrm {d} }{\mathrm {d} t}}\int _{a}^{b}u\mathrm {d} x={\frac {u_{a}^{2}}{2}}-{\frac {u_{b}^{2}}{2}}\;\;\;\forall a,b}
Si {\displaystyle u} s'anul·la als dos límits finits (problema periòdic) o infinit llavors:
{\displaystyle {\frac {\mathrm {d} }{\mathrm {d} t}}\int _{a}^{b}u\mathrm {d} x=0}
En un sistema tancat, la quantitat {\displaystyle \int u\mathrm {d} x} es conserva al llarg del temps.

### La discontinuïtat
Per a un sistema d'equacions hiperbòliques escrites en la forma 
{\displaystyle {\frac {\partial u}{\partial t}}+{\frac {\partial g(u)}{\partial x}}=0}
la velocitat de propagació d'un xoc ve donada per l'equació de Rankine-Hugoniot
{\displaystyle c={\frac {\Delta g}{\Delta u}}}
En el nostre cas, {\displaystyle g={\frac {u^{2}}{2}}}, d'on
{\displaystyle c={\frac {{\frac {u_{G}^{2}}{2}}-{\frac {u_{D}^{2}}{2}}}{u_{G}-u_{D}}}={\frac {u_{G}+u_{D}}{2}}}
on {\displaystyle u_{G}} i {\displaystyle u_{D}} són les velocitats a banda i banda del xoc.

### La integral completa
Subrahmanyan Chandrasekhar va proporcionar la solució explícita el 1943 (En la decadéncia de les ones de xoc de l'avió), quan la condició inicial és lineal, és a dir, {\displaystyle f(x)=ax+b}, on {\displaystyle a} i {\displaystyle b} són constants. La solució explícita es:
{\displaystyle u(x,t)={\frac {ax+b}{at+1}}.}
Aquesta solució també és la «integral completa» de l'equació de Burgers no viscosa perquè conté tantes constants arbitràries com nombre de variables independents que apareixen en l'equació. Les solucions explícites per a altres condicions inicials rellevants són, en general, desconegudes.

## Equació de Burgers viscosa

Aquesta és una solució numèrica de l'equació de Burgers viscosa bidimensional utilitzant un perfil gaussià inicial. Veiem formació de l'ona de xoc i la seva dissipació a causa de la viscositat a mesura que viatja

L'equació viscosa de Burgers pot ser convertida en una equació lineal per la transformació de Cole-Hopf.
{\displaystyle u=-2\nu {\frac {1}{\phi }}{\frac {\partial \phi }{\partial x}},}
el que la converteix en l'equació:
{\displaystyle {\frac {\partial }{\partial x}}\left({\frac {1}{\phi }}{\frac {\partial \phi }{\partial t}}\right)=\nu {\frac {\partial }{\partial x}}\left({\frac {1}{\phi }}{\frac {\partial ^{2}\phi }{\partial x^{2}}}\right)}
que pot ser integrada respecte a {\displaystyle x} i s'obté:
{\displaystyle {\frac {\partial \phi }{\partial t}}=\nu {\frac {\partial ^{2}\phi }{\partial x^{2}}}+g(t)\phi }
on {\displaystyle g(t)} és una funció que depèn de les condicions límits. Si {\displaystyle g(t)=0} de forma idèntica (per exemple, si el problema es resoldrà en un domini diari), llavors s'obté la equació de difusió
{\displaystyle {\frac {\partial \phi }{\partial t}}=\nu {\frac {\partial ^{2}\phi }{\partial x^{2}}}.}
L'equació de difusió pot ser resolta, i la transformació de Cole-Hopf invertida, per a obtenir la solució de l'equació de Burgers:
{\displaystyle u(x,t)=-2\nu {\frac {\partial }{\partial x}}\ln \left\{(4\pi \nu t)^{-1/2}\int _{-\infty }^{\infty }\exp \left[-{\frac {(x-x')^{2}}{4\nu t}}-{\frac {1}{2\nu }}\int _{0}^{x'}f(x'')dx''\right]dx'\right\}.}

## Altres formes

### Equació de Burgers generalitzada
L'equació de Burgers generalitzada estén la convectiva quasilineal a una forma més generalitzada.
Sigui {\displaystyle u} la velocitat i {\displaystyle \nu } el coeficient de la viscositat cinemàtica. La forma general de l'equació de Burgers és:
{\displaystyle {\frac {\partial u}{\partial t}}+c(u){\frac {\partial u}{\partial x}}=\nu {\frac {\partial ^{2}u}{\partial x^{2}}}.}
on {\displaystyle c(u)} es una funció arbitrària d'{\displaystyle u}.
Quan {\displaystyle \nu =0}, l'equació de Burgers es converteix en l'equació de Burgers no viscosa:
{\displaystyle {\frac {\partial u}{\partial t}}+u{\frac {\partial u}{\partial x}}=0},
que segueix sent una equació hiperbòlica quasi lineal per a {\displaystyle c(u)>0} i la seva solució pot trobar-se usant mètode de característiques com abans, i per tant, pot incloure discontinuïtats (ones de xoc). La matriu jacobiana d'aquesta equació es redueix a la quantitat escalar {\displaystyle u}, valor real.
La forma conservativa d'aquesta equació és:
{\displaystyle {\frac {\partial u}{\partial t}}+{\frac {1}{2}}{\frac {\partial }{\partial x}}\left(u^{2}\right)=0}

### Equació de Burgers estocàstica
Afegit el factor de soroll de l'espaitemps {\displaystyle \eta (x,t)} es forma l'equació estocàstica de Burgers
{\displaystyle {\frac {\partial u}{\partial t}}+u{\frac {\partial u}{\partial x}}=\nu {\frac {\partial ^{2}u}{\partial x^{2}}}-\lambda {\frac {\partial \eta }{\partial x}}}
Aquesta equació diferencial estocàstica és la versió unidimensional de l'equació de Kardar-Parisi-Zhang en un camp {\displaystyle h(x,t)} al substituir {\displaystyle u(x,t)=-\lambda \partial h/\partial x}.